# 개정문방식과 신구조문대비표방식
개정문방식(改正文方式)과 신구조문대비표방식(新舊條文對比表方式)은 흡수개정방식의 분류이다.
흡수개정방식(吸收改正方式)은 증보방식(增補方式)과 대비되는 것으로 기존 법령을 일부개정하기 위한 방식의 하나라 할 수 있다.
흡수개정방식 같은 경우 일부개정법령은 (해당 개정규정이나 신구조문대비표에 따라 피개정법령 조문이 수정됨으로써) 피개정법령에 흡수되여 그 일부가 되어버린다. 반면에 증보방식은 미국의 수정헌법 따위에서 적용되며 그 일부개정법령은 피개정법령에 흡수되지 않고 피개정법령과 따로 그대로 남는다.

## 개정문방식
우리나라에서 기존 법령의 개정은 기존 법령과 별도로 그 법령을 일부개정하기 위한 법령을 따로 제정하는 방식으로 이뤄진다.
그렇게 제정될 일부개정 법령의 규정은 대략 다음과 같다.
| ㅇㅇ법 일부개정법률안 ㅇㅇ법 일부를 다음과 같이 개정한다. <←개정지시문> 제1조제1항 중 "A"를 "B"로 하고, "C"를 "CD"로 하며, 같은 조 제2항 중 "EF"를 "E"로 한다. <←개정문> |

위를 보면 알 수 있듯, 먼저 개정지시문으로 피개정법령을 명시하고, 이어서 개정문으로 실제 개정내용을 표시하는 방식으로 규정한다.
이러한 개정문의 기재에는 광복후 쌓여온 관습 등이 있기 때문에 실제로 입안할 때에는 법제처『법령입안・심사기준』이나 국회 법제실『법제이론과 실제』를 참조하거나 과거의 입법례를 참조할 필요가 있다.
예를 들어, 자구를 개정 시 예전에는 「"…"를 삭제한다」, 「"…" 다음에 "…"를 추가(삽입)한다」는 방식을 썼지만, 지금은 「"…"를 "…"로 한다」는 방식으로 정리됐다("법령입안심사기준" 등 참조).
한국 외에 일본이나 중화인민공화국, 독일이나 프랑스, 미국에서도 비슷한 방식이 사용되지만, 아래는 특히 주석하지 않으면 한국의 법제실무에 대하여 설명한 것이다.

### 원칙
개정문의 원칙은 대략 다음과 같다.
- 앞쪽에서 뒤쪽으로 한다.
  - [예외] 기존의 규정을 이동하여 그 자리에 새로운 규정을 신설하는 경우: 먼저 그 규정을 이동시켜 자리를 확보하여하 한다. 다만, 이동만 그럴 뿐 개정은 아니다.
- 자구를 개정할 규정은 최소단위로 인용한다.
  - 예) 제1조제1항에 본문과 단서, 각 호가 있는 경우:  개정할 자구가 본문에만 있더라도 "제1조제1항 각 호 외의 부분 본문"까지 인용하여야 한다.
- 개정문은 조마다 작성한다.
  - [예외] 조 단위의 개정이 연속되는 경우에는 개정문을 접속할 수 있다.
    - 예1) 제3조 및 제5조를 개정하여 제5조의2를 신설하는 경우
    - 예2) 제3조를 제3조의2로 하여 제3조를 신설하는 경우
- 개정문은 "--하고", "---하며"순으로 이어간다.

### 규정의 개정

#### 규정을 전부 개정할 경우
대략 다음과 같은 형식으로 한다.
- 기존에 삭제된 규정을 부활시킬 경우에는 추가방식으로 함을 원칙으로 한다.

| 구분              | 구분                        | 예시 | 주석 |
| ----------------- | --------------------------- | --- | --- |
| 원칙              | 한 규정만을 개정하는 경우   | 제○장(제○조부터 제○조까지)을 다음과 같이 한다. 제○장 ○○○ 제○조(제목) －－－.                                                                  | 장ㆍ절 등에 포함된 조의 개수가 증감되는 경우에는 장ㆍ절 등의 제목의 개정과 조 단위의 개정의 2단계로 한다. 다만, 단순히 기존에 삭제된 조를 부활시킴에 불과할 경우에는 장ㆍ절의 전부개정 방식으로 할 수가 있다. |
| 원칙              | 한 규정만을 개정하는 경우   | 제○조를 다음과 같이 한다. 제○조(제목) －－－.                                                                                                 | |
| 원칙              | 한 규정만을 개정하는 경우   | 제○조제○항을 다음과 같이 한다. ○ －－－. | |
| 원칙              | 한 규정만을 개정하는 경우   | 제○조제○항제○호○목을 다음과 같이 한다. ○. －－－.                                                                                             | |
| 원칙              | 여러 규정을 개정하는 경우   | 제○장(제○조부터 제○조까지) 및 제×장(제×조부터 제×조까지)을 각각 다음과 같이 한다. 제○장 ○○○ 제○조(제목) －－－. 제×장 ××× 제×조(제목) －－－. | |
| 원칙              | 여러 규정을 개정하는 경우   | 제○조 및 제×조를 각각 다음과 같이 한다. 제○조(제목) －－－. 제×조(제목) －－－.                                                               | |
| 원칙              | 여러 규정을 개정하는 경우   | 제○조제○항 및 제×항을 각각 다음과 같이 한다. ○ －－－. × －－－.                                                                              | |
| 각 호(목) 등      | 각 호(목) 등                | 제○조(제○항) 각 호를 다음과 같이 한다. 1. －－－ 2. －－－                                                                                    | 개수가 증감되더라도 이 방식을 따라 개정한다. |
| 각 호(목) 등      | 각 호(목) 등                | 제○조제○항제○호○목1) 및 2)를 각각 다음과 같이 하고, 같은 목에 3)을 다음과 같이 신설한다. 1) －－－ 2) －－－ 3) －－－                        | 목의 세분을 포괄적으로 지칭할 방도가 없으므로, 개수가 증감되는 경우에는 신설이나 삭제방식으로 한다. |
| 본문 등           | 각 호(목)가 없는 경우       | 제○조(제○항제○호) 본문(단서, 전・후단)을 다음과 같이 한다. －－－.                                                                            | |
| 본문 등           | 각 호(목)가 있는 경우       | 제○조(제○항) 각 호 외의 부분 본문(단서, 전・후단)을 다음과 같이 한다. －－－.                                                                 | |
| 본문 등           | 각 호(목)가 있는 경우       | 제○조제○항제○호○목 1)부터 ×)까지 외의 부분 본문(단서, 전・후단)을 다음과 같이 한다. －－－.                                                   | |
| 본문 등           | 단서와 후단을 교체하는 경우 | 제○조(제○항제○호) 단서(후단)를 후단(단서)으로 하여 다음과 같이 한다. －－－.                                                                  | 국회 법제실의 방식에 따르면, 삭제ㆍ신설형식으로 하게 된다. |
| 제목              | 장ㆍ절 등                   | 제○장의 제목 "－－－"을 "－－－"로 한다. | |
| 제목              | 조ㆍ항                      | 제○조의 제목 "(－－－)"을 "(－－－)"로 한다.                                                                                                  | 항 제목을 개정한 예로 법률 제6312호 地方稅法中改正法律이 있음. |
| 규정 번호         | 장ㆍ절 등                   | 제○장의 장 번호 "第○章"를 "제○장"으로 한다.                                                                                                   | 규정 번호를 한자에서 한글로 개정하는 경우 |
| 규정 번호         | 조                          | 제○조의 조 번호 "第○條"를 "제○조"로 한다. | 규정 번호를 한자에서 한글로 개정하는 경우 |
| 규정 번호 및 제목 | 장ㆍ절 등                   | 제○장의 장 번호 및 제목을 다음과 같이 한다. 제○장 ○○○                                                                                         | 규정 번호를 한자에서 한글로 개정하는 경우 |
| 규정 번호 및 제목 | 조                          | 제○조의 조 번호 및 제목을 다음과 같이 한다. 제○조(제목)                                                                                       | 규정 번호를 한자에서 한글로 개정하는 경우 |

#### 규정을 이동시킬 경우
대략 다음과 같은 형식으로 한다.
- 이동한 규정을 전부 개정하거나 일부 개정할 경우(규정을 끌어내리는 경우)에는 "제×조(종전의 제○조)"로 인용한다.

| 구분             | 구분                        | 예시                                                      | 주석                                                                                                 |
| ---------------- | --------------------------- | --------------------------------------------------------- | --- |
| 원칙             | 한 규정만을 이동시키는 경우 | 제○장을 제×장으로 한다.                                   | 중간에 가지번호가 있으면, 그 부분은 따로 명시하여야 한다.                                            |
| 원칙             | 한 규정만을 이동시키는 경우 | 제○조를 제×조로 한다.                                     | 중간에 가지번호가 있으면, 그 부분은 따로 명시하여야 한다.                                            |
| 원칙             | 한 규정만을 이동시키는 경우 | 제○조제○항(제○호)을 제×항(제×호)으로 한다.                | 중간에 가지번호가 있으면, 그 부분은 따로 명시하여야 한다.                                            |
| 원칙             | 한 규정만을 이동시키는 경우 | 제○조제○항제○호○목을 ×목으로 한다.                        | 중간에 가지번호가 있으면, 그 부분은 따로 명시하여야 한다.                                            |
| 원칙             | 여러 규정을 이동시키는 경우 | 제○장부터 제×장까지를 각각 제△장부터 제□장까지로 한다.    | 중간에 가지번호가 있으면, 그 부분은 따로 명시하여야 한다.                                            |
| 원칙             | 여러 규정을 이동시키는 경우 | 제○조부터 제×조까지를 각각 제△조부터 제□조까지로 한다.    | 중간에 가지번호가 있으면, 그 부분은 따로 명시하여야 한다.                                            |
| 원칙             | 여러 규정을 이동시키는 경우 | 제○조제○항부터 제×항까지를 각각 제△항부터 제□까지로 한다. | 중간에 가지번호가 있으면, 그 부분은 따로 명시하여야 한다.                                            |
| 규정 종류의 변경 | 본ㆍ부칙                    | 본칙(부칙)을 본칙(부칙) 제○조로 한다.                     | 법제처에 따르면, 조의 항을 조의 제목 외의 부분으로 할 경우에는 해당 조의 전부개정방식으로 하게 된다. |
| 규정 종류의 변경 | 조                          | 제○조 제목 외의 부분을 제1항으로 한다.                    | 법제처에 따르면, 조의 항을 조의 제목 외의 부분으로 할 경우에는 해당 조의 전부개정방식으로 하게 된다. |

#### 규정을 신설할 경우
대략 다음과 같은 형식으로, 전부개정과 비슷하다.
| 구분              | 구분                        | 예시 | 주석 |
| ----------------- | --------------------------- | --- | --- |
| 원칙              | 한 규정만을 신설하는 경우   | 제○장(제○조부터 제○조까지)을 다음과 같이 신설한다. 제○장 ○○○ 제○조(제목) －－－.                                                                  | 조나 장(편이 있는 법령에서는 편) |
| 원칙              | 한 규정만을 신설하는 경우   | 제○조를 다음과 같이 신설한다. 제○조(제목) －－－.                                                                                                 | 조나 장(편이 있는 법령에서는 편) |
| 원칙              | 한 규정만을 신설하는 경우   | 제○조에 제○항(제○호)을 다음과 같이 신설한다. ○(○.) －－－.                                                                                        | 조의 세분(항, 호, 목 및 목의 세분)과 장의 세분(절, 관 등. 단, 편이 있는 법령에서는 장을 포함한다.)                                                          |
| 원칙              | 한 규정만을 신설하는 경우   | 제○조제○항제○호에 ○목을 다음과 같이 신설한다. ○. －－－.                                                                                          | 조의 세분(항, 호, 목 및 목의 세분)과 장의 세분(절, 관 등. 단, 편이 있는 법령에서는 장을 포함한다.)                                                          |
| 원칙              | 여러 규정을 개신설하는 경우 | 제○장(제○조부터 제○조까지) 및 제×장(제×조부터 제×조까지)을 각각 다음과 같이 신설한다. 제○장 ○○○ 제○조(제목) －－－. 제×장 ××× 제×조(제목) －－－. | 조나 장(편이 있는 법령에서는 편) |
| 원칙              | 여러 규정을 개신설하는 경우 | 제○조 및 제×조(제○조부터 제×조까지)를 각각 다음과 같이 신설한다. 제○조(제목) －－－. 제×조(제목) －－－.                                          | 조나 장(편이 있는 법령에서는 편) |
| 원칙              | 여러 규정을 개신설하는 경우 | 제○조에 제○항 및 제×항(제○항부터 제×항까지)을 각각 다음과 같이 신설한다. ○ －－－. × －－－.                                                      | 조의 세분(항, 호, 목 및 목의 세분)과 장의 세분(절, 관 등. 단, 편이 있는 법령에서는 장을 포함한다.)                                                          |
| 각 호(목) 등      | 각 호(목) 등                | 제○조(제○항)에 각 호(목)를 다음과 같이 신설한다. 1.(가.) －－－ 2.(나.) －－－                                                                    | |
| 각 호(목) 등      | 각 호(목) 등                | 제○조제○항제○호○목에 1)에서 ×)까지를 각각 다음과 같이 신설한다. 1) －－－ 2) －－－ ×) －－－                                                     | 목의 세분을 포괄적으로 지칭할 방도가 없으므로 직접 추가되는 세분의 명칭을 지정하여야 한다.                                                                  |
| 단서 등           | 각 호(목)가 없는 경우       | 제○조(제○항제○호)에 단서(후단)를 다음과 같이 신설한다. －－－.                                                                                    | 이론적으로는 본문(전단)의 신설도 가능할 것이다. 다만, 이러한 경우에는 조항의 내용적인 연결성이 끊기는 것으로 조항의 전부개정방식으로 하는 것이 좋을 것이다. |
| 단서 등           | 각 호(목)가 있는 경우       | 제○조제○항 각 호 외의 부분에 단서(후단)를 다음과 같이 신설한다. －－－.                                                                           | 이론적으로는 본문(전단)의 신설도 가능할 것이다. 다만, 이러한 경우에는 조항의 내용적인 연결성이 끊기는 것으로 조항의 전부개정방식으로 하는 것이 좋을 것이다. |
| 단서 등           | 각 호(목)가 있는 경우       | 제○조제○항제○호○목 1)부터 ×)까지 외의 부분에 단서(후단)를 다음과 같이 신설한다. －－－.                                                           | 이론적으로는 본문(전단)의 신설도 가능할 것이다. 다만, 이러한 경우에는 조항의 내용적인 연결성이 끊기는 것으로 조항의 전부개정방식으로 하는 것이 좋을 것이다. |
| 제목              | 조ㆍ항                      | 제○조의 제목으로 "(－－－)"을 삽입한다. | 법률 제15050호 군인연금법 일부개정법률 참조. |
| 규정 번호 및 제목 | 장ㆍ절 등                   | 제○조 다음(앞)에 장 번호 및 제목을 다음과 같이 신설한다. 제○장 ○○○                                                                                | |

#### 규정을 삭제할 경우
대략 다음과 같은 형식으로 한다.
| 구분              | 구분                      | 예시                                                                      | 주석 |
| ----------------- | ------------------------- | ------------------------------------------------------------------------- | --- |
| 원칙              | 한 규정만을 삭제하는 경우 | 제○장(제○조부터 제○조까지)을 삭제한다.                                    | 장ㆍ절 등에 포함된 조의 일부만을 삭제할 경우에는 장 번호 등의 삭제와 조의 삭제로 나눠서 한다.                                                               |
| 원칙              | 한 규정만을 삭제하는 경우 | 제○조를 삭제한다.                                                         | |
| 원칙              | 한 규정만을 삭제하는 경우 | 제○조제○항(제○호)을 삭제한다.                                             | |
| 원칙              | 한 규정만을 삭제하는 경우 | 제○조제○항제○호○목을 삭제한다.                                            | |
| 원칙              | 여러 규정을 삭제하는 경우 | 제○장(제○조부터 제○조까지) 및 제×장(제×조부터 제×조까지)을 각각 삭제한다. | |
| 원칙              | 여러 규정을 삭제하는 경우 | 제○조 및 제×조(제○조부터 제×조까지)를 각각 삭제한다.                      | |
| 원칙              | 여러 규정을 삭제하는 경우 | 제○조제○항 및 제×항(제○항부터 제×항까지)을 각각 삭제한다.                 | |
| 각 호(목) 등      | 각 호(목) 등              | 제○조(제○항) 각 호(목)를 삭제한다.                                        | |
| 각 호(목) 등      | 각 호(목) 등              | 제○조제○항제○호○목1)부터 ×)까지를 각각 삭제한다.                          | 목의 세분을 포괄적으로 지칭할 방도가 없으므로 직접 삭제가되는 세분의 명칭을 지정하여야 한다.                                                                |
| 단서 등           | 각 호(목)가 없는 경우     | 제○조(제○항제○호) 단서(후단)을 삭제한다.                                  | 이론적으로는 본문(전단)의 삭제도 가능할 것이다. 다만, 이러한 경우에는 조항의 내용적인 연결성이 끊기는 것으로 조항의 전부개정방식으로 하는 것이 좋을 것이다. |
| 단서 등           | 각 호(목)가 있는 경우     | 제○조(제○항) 각 호 외의 부분 단서(후단)을 삭제한다.                       | 이론적으로는 본문(전단)의 삭제도 가능할 것이다. 다만, 이러한 경우에는 조항의 내용적인 연결성이 끊기는 것으로 조항의 전부개정방식으로 하는 것이 좋을 것이다. |
| 단서 등           | 각 호(목)가 있는 경우     | 제○조제○항제○호○목 1)부터 ×)까지 외의 부분 단서(후단)을 삭제한다.         | 이론적으로는 본문(전단)의 삭제도 가능할 것이다. 다만, 이러한 경우에는 조항의 내용적인 연결성이 끊기는 것으로 조항의 전부개정방식으로 하는 것이 좋을 것이다. |
| 규정 번호 및 제목 | 장ㆍ절 등                 | 제○조 다음(앞)의 "제○장 ○○○"을 삭제한다.                                  | |

### 자구의 개정
대략 다음과 같은 형식으로 한다.
| 구분     | 구분                     | 예시                                                                                       | 주석 |
| -------- | ------------------------ | ------------------------------------------------------------------------------------------ | --- |
| 원칙     | 자구가 하나만 있는 경우  | 제○조제○항 중 "○○○"을 "○○○ ×××"으로 한다.                                                  | |
| 원칙     | 자구가 하나만 있는 경우  | 제○조제○항 중 "○○○"을 "×××"으로 한다.                                                      | |
| 원칙     | 자구가 하나만 있는 경우  | 제○조제○항 중 "○○○ ×××"을 "○○○"으로 한다.                                                  | |
| 원칙     | 자구가 여러 개 있는 경우 | 제○조제○항 중 "○○○"을 각각 "×××"으로 한다.                                                 | 제○조제○항에 "○○○"이 여러 개 있는 경우 |
| 원칙     | 자구가 여러 개 있는 경우 | 제○조제○항 및 제×항 중 "○○○"을 각각 "△△△"으로 한다.                                        | 제○항 및 제×항에 각각 1개만 있더라도 "각각"을 적는다.                                                                                      |
| 본문 등  | 각 호(목)가 없는 경우    | 제○조제○항 본문(단서, 전ㆍ후단) 중 "○○○"을 "×××"으로 한다.                                 | |
| 본문 등  | 각 호(목)가 있는 경우    | 제○조(제○항) 각 호 외의 부분 본문(단서, 전ㆍ후단) 중 "○○○"을 "×××"으로 한다.               | |
| 본문 등  | 각 호(목)가 있는 경우    | 제○조제○항제○호○목 1)부터 ×)까지 외의 부분 본문(단서, 전ㆍ후단) 중 "○○○"을 "×××"으로 한다. | |
| 조의제목 | 제목 중의 자구만         | 제○조의 제목 중 "○○○"을 "×××"으로 한다.                                                    | |
| 조의제목 | 제목 외의 부분만         | 제○조 제목 외의 부분 중 "○○○"을 "×××"으로 한다.                                            | 주로 제목 및 제목 외의 부분에 같은 자구가 있는 경우. 항으로 된 조의 경우에는 항으로 특정하면제목이 제외되므로, 이런 표현을 쓸 필요가 없다. |
| 조의제목 | 제목 및 제목 외의 부분   | 제○조의 제목 및 제목 외의 부분 중 "○○○"을 각각 "×××"으로 한다.                             | 대통령령 제19917호 지방문화원진흥법시행령 일부개정령 참조.                                                                                 |
| 조의제목 | 제목 및 제목 외의 부분   | 제○조의 제목 및 제○항 중 "○○○"을 각각 "×××"으로 한다.                                      | |

### 일본의 경우
지금의 한국과 일본의 개정문은 광복전에 일본에서 쓰이던 개정문을 계수한 것으로 그 방식은 크게 다르지는 않다.
그러나,  광복후 각각에서 현대화를 위한 노력들이 벌어진 결과로 여러 가지 차이가 샘겼다. 예를 들어 다음과 같다.
- 신설되는 규정의 위치는 그 앞뒤에 있는 규정을 기준으로 파악한다.[2]
- 연속되지 않은 개정은 다른 개정문으로 한다.[3]
- 규정의 추가와 개정은 다른 개정문으로 한다.[4]
- 빈자리가 생기지 말아야 한다.[5]

## 신구조문대비표방식
개정문으로 이뤄진 법령은 피개정법령의 어느 부분을 어떻게 개정하는지를 일일이 규정한다.
그래서 피개정 부분이나 범위는 명확하지만, 피개정 법령 자체와 대비하지 않으면 개정된 조문의 내용을 알 수 없다.

이 문제를 대처하기 위해, 개정내용을 알기 쉽게 표시해 주기 위해 일부개정법령안에는 보통 신구조문대비표가 첨부된다(국회 제출 법률안에는 반드시 대비표를 부쳐야 한다.). 결국, 의원이나 국민은 대부분 신구조문대비표만을 보게 된다.
그렇다면 애초부터 일부개정법령자체를 신구조문대비표로 해버리자. 이 것이 신구조문대비표방식의 근본적인 생각이다.

한국 법제처에서는 예전에 신구조문대비표방식에 따른 일부개정방식이 검토된 적이 있는데, 그 방식은 다음과 같다.
이 경우, 신구조문대비표 자체는 종래와 같은 식으로 작성하게 될 것이다.
| ㅇㅇ법 일부개정법률안 ㅇㅇ법 일부를 다음과 같이 개정한다. <←개정지시문> 신구조문대비표의 좌측 현행규정 중 밑줄 친 부분을 우측 개정안의 밑줄 친 부분과 같이 한다.<←본문> \| 현행규정 \| 개정안 \| \| -------------------------- \| --------------------------- \| \| 제1조(제목) ① ---A---C---. \| 제1조(제목) ① ---B---CD---. \| \| ② ---EF---. \| ② ---E---. \|<표↑> |                             |
| 현행규정 | 개정안                      |
| 제1조(제목) ① ---A---C---. | 제1조(제목) ① ---B---CD---. |
| ② ---EF---. | ② ---E---.                  |

### 일본의 경우
일본 지방자치단체에서는 2000년 6월에 돗토리현에서 먼저 신구조문대비표방식이 도입된 후, 니이가타현, 이와테현 등에서 좀좀 되입되기 시작했고, 그 후 조금씩 증가해서 지금은 16의 도도부현에서 도입이 되었다.
국가에서는 2003년 3월에 자민당 e-Japan특명위원회에서 신구조문대비표방식에 의한 개정을 원칙으로 한다는 제언(提言)이 있어, 내각법제국에서 이에 대한 검토를 하여 "신구조문대비표를 사용한 개정방식에 대하여(안)"(이하 "방식안"이라 한다.)을 작성하였으나, 이 때는 도입되지 않았다.
그 후 2015년에 경찰청에서 먼저 방식안의 방식에 의한 일부개정방식이 도입돼, 현재에는 모든 부성청(府省廳)에서 도입돼있다.
신구조문대비표방식의 내용을 자세히 보면 조금씩 차이가 있다. 그 분류를 쉽게 보이면 다음과 같이 분류할 수 있다.
- 신구조문대비표의 작성 방식
  - 종래와 마찬가지로 밑줄만을 쓰는 경우
  - 종전의 신구주문대비표와는 달리 특수한 표현(이중밑줄이나 파선, 굵은선 따위)을 쓰는 경우
- 본문 유무 등
  - 개정지시문만을 두고 본문은 두지 않는 경우[9]
  - 간단한 본문만을 두는 경우[10]
  - 아주 자세한 본문을 두는 경우
    - 조항, 자구 및 표의 개정을 본리된 본문으로 표현하는 경우[11]
    - 조항, 자구 및 표의 개정을 단일의 본문으로 표현하는 경우[12]
- 신구조문대비표의 위치
  - 본칙의 표로 하는 경우
  - 별표로 하는 경우

## 증보방식
증보방식에서는 기존 법령과 내용적으로 중복되는 새로운 법령을 제정한다. 그 내용이 기존 법령과 접촉되는 한도에서 기존 법령의 규범이 변경된다.
한국 법령에서도 일부개정법령의 부칙은 피개정법령의 부칙 뒤에 계속 추가되기 때문에  흡수개정방식이라고 하는 견해도 있다. 그러나 부칙은 일부개정법령을 시행하기 위한 사항 등을 규정할 뿐, 새로운 규정으로써 기존의 규범을 바꾸기 위한 것도 아니므로 이러한 견해는 채용하기가 곤란할 것이다.
알기 쉽게 흡수개정방식과 증보방식의 예시를 보이면 다음과 같다.
| 개정내용                                                                                  | 전 | ㅇㅇ법 제1조 ---. 제2조 ---. 제3조(왕족의 결혼) 왕족은 왕족이나 귀족 외에는 장가를 보내거나 시집을 갈 수 없다. | 후 | 왕족 여자인 경우, 귀족이 아닌 양반에게도 시집갈 수 있도록 한다. |
| 개정문방식                                                                                | 개정문방식 | ㅇㅇ법 일부개정법률안 ㅇㅇ법 일부를 다음과 같이 개정한다. 제3조 제목 외의 부분을 같은 조 제1항으로 하고, 제1항(종전의 제목 외의 부분) 중 "왕족은"을 "왕족 남자는"으로, "보내거나 시집을 갈"을 "보낼"로 하고, 같은 조에 제2항을 다음과 같이 신설한다. ② 왕족 여자는 왕족이나 양반 외에는 시집을 갈 수 없다. | ㅇㅇ법 일부개정법률안 ㅇㅇ법 일부를 다음과 같이 개정한다. 제3조 제목 외의 부분을 같은 조 제1항으로 하고, 제1항(종전의 제목 외의 부분) 중 "왕족은"을 "왕족 남자는"으로, "보내거나 시집을 갈"을 "보낼"로 하고, 같은 조에 제2항을 다음과 같이 신설한다. ② 왕족 여자는 왕족이나 양반 외에는 시집을 갈 수 없다. | ㅇㅇ법 일부개정법률안 ㅇㅇ법 일부를 다음과 같이 개정한다. 제3조 제목 외의 부분을 같은 조 제1항으로 하고, 제1항(종전의 제목 외의 부분) 중 "왕족은"을 "왕족 남자는"으로, "보내거나 시집을 갈"을 "보낼"로 하고, 같은 조에 제2항을 다음과 같이 신설한다. ② 왕족 여자는 왕족이나 양반 외에는 시집을 갈 수 없다. |
| 신구조문대비표방식                                                                        | 신구조문대비표방식 | ㅇㅇ법 일부개정법률안 ㅇㅇ법 일부를 다음과 같이 개정한다. 신구조문대비표의 좌측 현행규정 중 밑줄 친 부분을 우측 개정안의 밑줄 친 부분과 같이 한다. \| 현행규정 \| 개정안 \| \| ----------------------------------------------------------------------------------------- \| ------------------------------------------------------------------------------------------------------------------------------ \| \| 제3조(왕족의 결혼) 왕족은 왕족이나 귀족 외에는 장가를 보내거나 시집을 갈 수 없다. <신 설> \| 제3조(왕족의 결혼) 왕족 남자는 왕족이나 귀족 외에는 장가를 보낼 수 없다. ② 왕족 여자는 왕족이나 양반 외에는 시집을 갈 수 없다. \| | ㅇㅇ법 일부개정법률안 ㅇㅇ법 일부를 다음과 같이 개정한다. 신구조문대비표의 좌측 현행규정 중 밑줄 친 부분을 우측 개정안의 밑줄 친 부분과 같이 한다. \| 현행규정 \| 개정안 \| \| ----------------------------------------------------------------------------------------- \| ------------------------------------------------------------------------------------------------------------------------------ \| \| 제3조(왕족의 결혼) 왕족은 왕족이나 귀족 외에는 장가를 보내거나 시집을 갈 수 없다. <신 설> \| 제3조(왕족의 결혼) 왕족 남자는 왕족이나 귀족 외에는 장가를 보낼 수 없다. ② 왕족 여자는 왕족이나 양반 외에는 시집을 갈 수 없다. \| | ㅇㅇ법 일부개정법률안 ㅇㅇ법 일부를 다음과 같이 개정한다. 신구조문대비표의 좌측 현행규정 중 밑줄 친 부분을 우측 개정안의 밑줄 친 부분과 같이 한다. \| 현행규정 \| 개정안 \| \| ----------------------------------------------------------------------------------------- \| ------------------------------------------------------------------------------------------------------------------------------ \| \| 제3조(왕족의 결혼) 왕족은 왕족이나 귀족 외에는 장가를 보내거나 시집을 갈 수 없다. <신 설> \| 제3조(왕족의 결혼) 왕족 남자는 왕족이나 귀족 외에는 장가를 보낼 수 없다. ② 왕족 여자는 왕족이나 양반 외에는 시집을 갈 수 없다. \| |
| 증보방식                                                                                  | 증보방식 | ㅇㅇ법 증보 왕족 여자는 양반에게 시집을 갈 수 있다. | ㅇㅇ법 증보 왕족 여자는 양반에게 시집을 갈 수 있다. | ㅇㅇ법 증보 왕족 여자는 양반에게 시집을 갈 수 있다. |
| 현행규정                                                                                  | 개정안 | | | |
| 제3조(왕족의 결혼) 왕족은 왕족이나 귀족 외에는 장가를 보내거나 시집을 갈 수 없다. <신 설> | 제3조(왕족의 결혼) 왕족 남자는 왕족이나 귀족 외에는 장가를 보낼 수 없다. ② 왕족 여자는 왕족이나 양반 외에는 시집을 갈 수 없다. | | | |

## 참고 자료
- 「立法技術に関する研究 IIIー新旧対照表に関する諸問題一」『愛知学院大学論叢法学研究』第56巻第1・2号.
- 법제처『법령입안ㆍ심사기준』2019년 4월.
- 국회 법제실『법제이론과 실제 (2019 전면개정판)』2019년 7월.
- 법제처『알기 쉬운 법령 정비기준 [제9판]』2019년 12월.